# تكتيت

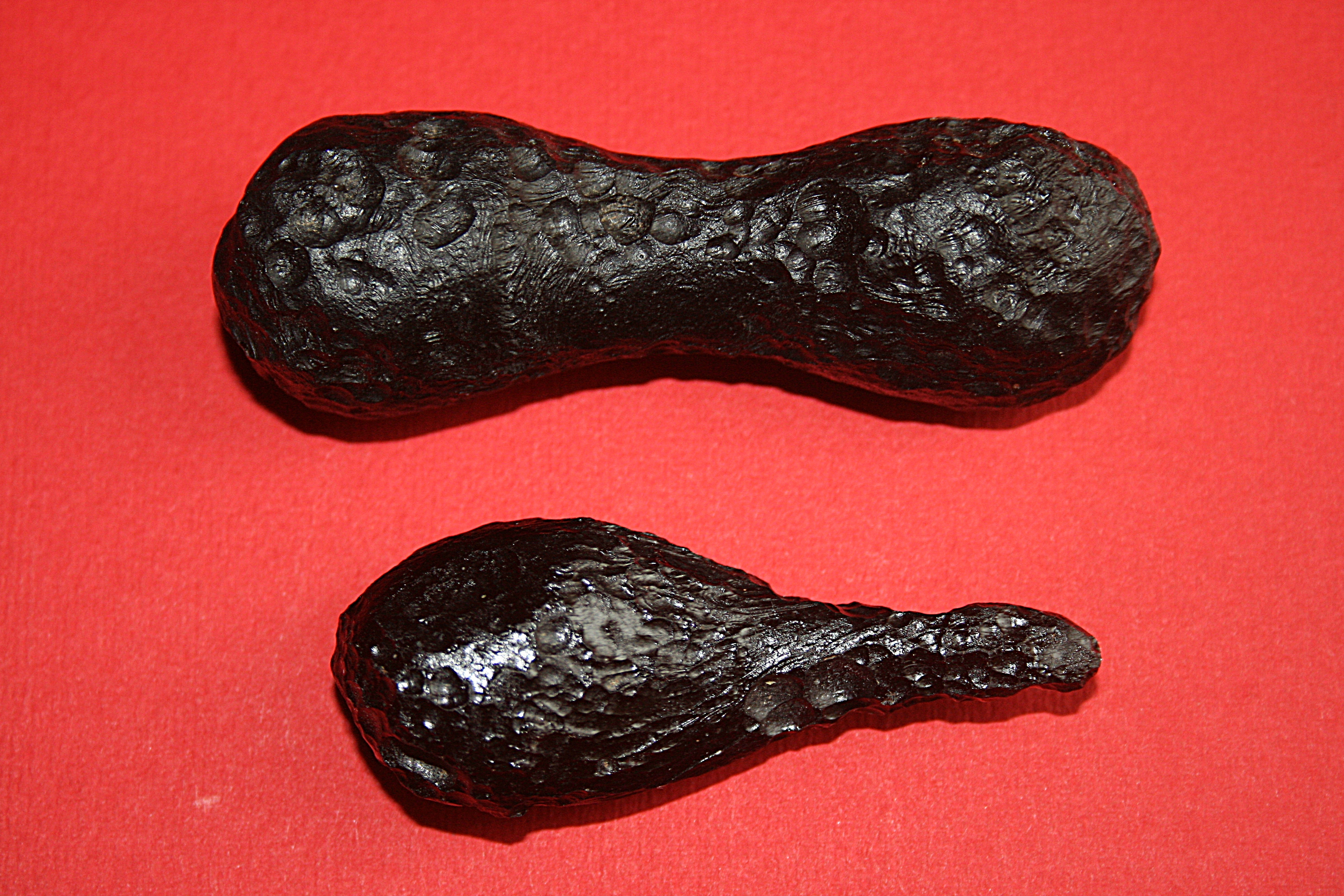
تكتيت

التكتيت  هو نوع من الأجسام الزجاجية ذات لون أسود أو رمادي، وهي تنشأ عند اصطدام الأجرام النيزكية بسطح الأرض.
يعود أصل التسمية إلى اللغة الإغريقية τηκτός (تكتوس) بمعنى مصهور، والتي اقترحها فرانز، الابن الأكبر لإدوارد سوس.
تعرف الأنواع الصغيرة التي تبلغ أبعادها في نطاق الميليمترات باسم «ميكروتكتيت»microtektites.